# Østgrønland
Østgrønland (grønlandsk: "Tunu") er en af de tre landsdele, som Grønland inddeles i. Østgrønland indeholder en del af verdens største naturpark beliggende ved den 2700 kilometer lange østkyst. Østgrønland består af: 
Tasiilaq, byen har fem små bygder, Kuummiit, Sermiligaaq, Diilerilaaq, Isertoq og Kulusuk som er indgangen til øst for der ligger den ene af to lufthavne, den anden ligger i kangertsaaiva, ikke langt fra Ittoqqortoormiit.
Året 2020 bor der omkring 2000 i Tasiilaq, 241 i Kulusuk, 64 i Isertoq, 248 i Kuummiit, 209 i Sermiligaaq, 96 i Diilerilaaq. 
- den østlige del af Sermersooq Kommune (de tidligere Ammassalik og Ittoqqortoormiit Kommuner)
- det sydlige af Nationalparken Nordøstgrønland (udenfor kommunal inddeling)[1]